# Kaninavler
En kaninavler er én, der avler på kaniner. Alle kaninerne er racerene.[kilde mangler] Nogle bruger nogle af deres fine kaniner som udstillingskaniner. 
Kaninavlere sælger også deres kaninunger. 
| Job | Spire Denne artikel om et job eller en stillingsbetegnelse er en spire som bør udbygges. Du er velkommen til at hjælpe Wikipedia ved at udvide den. |